# شهر ذات (رواية)
شهر ذات ( (بالأردوية: شہرذات)‏، (تعني: مدينة الذات) هي رواية قصيرة للكاتبة الروائية الباكستانية عمیرة أحمد [الإنجليزية] نشرت في عام 2002. تصف إحدى المدونات في إكسبرس تريبيون القصة بأنها قصة خيالية تحتوي على عناصر الروحانية والفلسفة. تصور القصة هوس الأفراد بالحياة الدنيوية، ونسيان خالقهم - وهي رحلة من الذات إلى الذات.

## تلفزيون
في عام 2012، حولت الرواية إلى مسلسل درامي من بطولة ماهرة خان في دور فلك، ومكال ذو الفقار في دور سلمان، ونادية أفغان في دور تابيندا. بينما كتبت عميرة شخصيتين في المسلسل، حمزة (يلعب دوره محب مرزا) وناني (تلعب دورها ثمينة بيرزاده).

## روابط خارجية
- قراءة رواية شهر ذات
- شهر ذات على GoodReads